# Don't Look Down (bài hát của Martin Garrix)
"Don't Look Down" là một bài hát bởi DJ và nhà sản xuất thu âm người Hà Lan Martin Garrix, hợp tác với ca sĩ người Mỹ Usher. Nó được phát hành là tải kỹ thuật số vào ngày 17 tháng 3 năm 2015 trên iTunes.

## Bảng xếp hạng
| Bảng xếp hạng (2015)                              | Vị trí cao nhất |
| ------------------------------------------------- | --------------- |
| Úc (ARIA)                                         | 63              |
| Áo (Ö3 Austria Top 40)                            | 37              |
| Bỉ (Ultratop 50 Flanders)                         | 26              |
| Bỉ (Ultratop 50 Wallonia)                         | 37              |
| Canada (Canadian Hot 100)                         | 55              |
| Czech Republic (Top 100)                          | 12              |
| Pháp (SNEP)                                       | 136             |
| Trường songid là BẮT BUỘC CHO BẢNG XẾP HẠNG ĐỨC   | 37              |
| Ireland (IRMA)                                    | 29              |
| Ý (FIMI)                                          | 49              |
| Hà Lan (Dutch Top 40)                             | 10              |
| Hà Lan (Single Top 100)                           | 16              |
| Philippines (Music Weekly)                        | 25              |
| Nga (Airplay)                                     | 64              |
| Scotland (OCC)                                    | 2               |
| Slovakia (Singles Digitál Top 100)                | 25              |
| Tây Ban Nha (PROMUSICAE)                          | 38              |
| Thụy Điển (Sverigetopplistan)                     | 59              |
| Thụy Sĩ (Schweizer Hitparade)                     | 65              |
| Ukraine (Airplay)                                 | 68              |
| Anh Quốc (OCC)                                    | 9               |
| Hoa Kỳ Bubbling Under Hot 100 Singles (Billboard) | 10              |
| Hoa Kỳ Hot Dance/Electronic Songs (Billboard)     | 11              |
| Hoa Kỳ Dance Club Songs (Billboard)               | 3               |
| Hoa Kỳ Pop Airplay (Billboard)                    | 33              |

## Chứng nhận
| Quốc gia | Chứng nhận | Số đơn vị/doanh số chứng nhận |
| --- | ---------- | ----------------------------- |
| Úc (ARIA) | Gold       | 35.000‡                       |
| Canada (Music Canada) | Gold       | 0^                            |
| Ý (FIMI) | Gold       | 25,000‡                       |
| Ba Lan (ZPAV) | Gold       | 10.000*                       |
| Anh Quốc (BPI) | Gold       | 400.000‡                      |
| * Chứng nhận dựa theo doanh số tiêu thụ. ^ Chứng nhận dựa theo doanh số nhập hàng. ‡ Chứng nhận dựa theo doanh số tiêu thụ và phát trực tuyến. |            |                               |

## Lịch sử phát hành
| Khu vực                                 | Ngày                | Định dạng        | Hãng đĩa |
| --------------------------------------- | ------------------- | ---------------- | -------- |
| Hà Lan                                  | 17 tháng 3 năm 2015 | Digital download | Spinnin' |
| Hoa Kỳ                                  | 17 tháng 3 năm 2015 | Digital download | Spinnin' |
| Vương quốc Liên hiệp Anh và Bắc Ireland | 24 tháng 5 năm 2015 | Digital download | Spinnin' |